# Sebastian Koto Khoarai
Sebastian Koto Khoarai (Koaling, 11 de setembro de 1929 - Mazenod, 17 de abril de 2021) foi o primeiro cardeal lesotiano e bispo-emérito de Mohale's Hoek.

## Biografia
Após concluir o 7º ano na escola primária de seu distrito, Khoarai ingressou no Seminário em Roma, Lesoto, onde se formou em 1950. Em 21 de dezembro de 1956, foi ordenado como padre pelo Bispo Emmanuel 'Mabathoana. Foi nomeado pelo Bispo Morapeli como vigário-geral em Maseru.
Em 10 de novembro de 1977, o papa Paulo VI nomeou-o como sendo o primeiro bispo da recém-criada diocese de Mohale's Hoek. Recebeu a ordenação episcopal em 2 de abril de 1978, na Catedral de São Patrício de Mohale's Hoek, pelo arcebispo de Maseru, Alfonso Liguori Morapeli OMI; os co-consagrantes foram o arcebispo de Joanesburgo, Joseph Patrick Fitzgerald, e o bispo de Leribe, Paul Malefetsane Khoarai.
Quando chegou a Mohale's Hoek, em 1978, a nova diocese era constituída por treze missões. Estabeleceu mais três missões e promoveu outras cinco igrejas ao nível de missões. Entre outras iniciativas, fundou o Centro de Treinamento Católico em 1979 e um orfanato.
Entre 1982 e 1987, foi presidente da conferência de bispos católicos do Lesoto. Assim que completou 75 anos, apresentou a sua renúncia, a qual foi aceita apenas em 11 de fevereiro de 2014, pelo Papa Francisco, com a nomeação de seu sucessor. Encabeçou, portanto, durante 37 anos a diocese de Mohale's Hoek, período no qual o número de católicos mais que quadruplicou.
Após a aposentadoria, permaneceu no Centro de Treinamento Católico em Mafeteng, além de continuar realizando missas ali e lutar pela conclusão da Missão da Igreja Católica Romana de São Patrício.
Khoarai foi criado cardeal pelo Papa Francisco no consistório de 19 de novembro de 2016, e é o primeiro lesotiano a ser nomeado cardeal. Foi designado ao título de San Leonardo da Porto Maurizio ad Acilia. No entanto, já que o seu estado de saúde não lhe permitiu viajar para o Vaticano, foi o núncio apostólico no Lesoto, Monsenhor Peter Bryan Wells, que lhe deu o barrete cardinalício.
Morreu em 17 de abril de 2021, aos 91 anos de idade.